# Tarbes
Tarbes (okcitansko Tarba) je mesto in občina v južni francoski regiji Oksitanija, prefektura departmaja Visoki Pireneji. Leta 1999 je mesto imelo 46.275 prebivalcev, 20 let kasneje pa že več kot 3500 manj.

## Geografija
Kraj leži v južni Franciji ob reki Adour v bližini meje s Španijo. V bližini se nahaja romarski kraj Lourdes.

## Administracija
Tarbes je sedež petih kantonov:
- Kanton Tarbes-1 (del občine Tarbes: 7.281 prebivalcev),
- Kanton Tarbes-2 (del občine Tarbes: 11.250 prebivalcev),
- Kanton Tarbes-3 (del občine Tarbes: 9.443 prebivalcev),
- Kanton Tarbes-4 (del občine Tarbes: 9.068 prebivalcev),
- Kanton Tarbes-5 (del občine Tarbes: 9.233 prebivalcev).

Mesto je prav tako sedež okrožja, v katerega so poleg njegovih vključeni še kantoni Aureilhan, Bordères-sur-l'Échez, Castelnau-Magnoac, Castelnau-Rivière-Basse, Galan, Laloubère, Maubourguet, Ossun, Pouyastruc, Rabastens-de-Bigorre, Séméac, Tournay, Trie-sur-Baïse in Vic-en-Bigorre s 138.839 prebivalci.

## Zgodovina
Naselbina se prvikrat omenja v 5. stoletju kot Civitas Turba ubi castrum Bigorra v tedanji pokrajini Novempopulanii. Gregor iz Toursa ga v 6. stoletju imenuje Talvam vicum. V srednjem veku se imenuje Tarbe (1214), Tursa, Tarvia (1284) in Tarbia, vse po akvitanskem ljudstvu Tarbelli, ki so imeli svoj sedež v Daxu, tedanjem Aquae Terbellicae.

## Pobratena mesta
- Altenkirchen (Nemčija),
- Huesca (Španija).